# Монтеверде
Монтеверде (італ. Monteverde) — муніципалітет в Італії, у регіоні Кампанія, провінція Авелліно.
Монтеверде розташоване на відстані близько 280 км на схід від Рима, 110 км на схід від Неаполя, 65 км на схід від Авелліно.
Населення — 783 особи (2014).
Щорічний фестиваль відбувається 25 листопада. Покровитель — Santa Caterina d'Alessandria.

## Демографія
Населення за роками:

Станом на 1 січня 2023 року в муніципалітеті офіційно проживали 34 іноземці з 9 країн, серед них 22 громадяни країн Євросоюзу та 1 громадянин України.

## Сусідні муніципалітети
- Акуїлонія
- Лачедонія
- Мельфі